# Calothamnus cupularis
Calothamnus cupularis är en myrtenväxtart som beskrevs av Alexander Segger George. Calothamnus cupularis ingår i släktet Calothamnus och familjen myrtenväxter. Inga underarter finns listade i Catalogue of Life.